# Сетехов (обец Петровіце)
Сетехов — (словац. Setechov), село (обец) в складі Окресу Битча розташоване в Жилінському краї Словаччини. Перша згадка про село датована 1592 роком. Входить до складу обци Петровиці.

## Загальниці
Обец Сетехов розташований в історичному регіоні Словаччини — Під'яворницькому підвищенні (Podjavorníckej vrchovine) в його східній частині орієнтовне розташування — супутникові знимки. Обец розтягнувся по всій долині Сетехівського потоку та займає площу в 840 гектарів з 536 мешканцями. Розміщений орієнтовно на висоті в 365 метрів над рівнем моря, відомий своїми природними, рекреаційними ресурсами.